# Anotomys leander
Anotomys leander és una espècie de mamífer rosegador de la família dels cricètids. És endèmic de l'Equador, on viu a altituds d'entre 2.860 i 4.000 msnm. El seu hàbitat natural són les ribes dels rierols freds i turbulents que passen per boscos subalpins o páramos herbosos. Està amenaçat per la destrucció del seu medi i la contaminació de l'aigua. El seu nom específic, leander, significa ‘Leandre’ en llatí.